# Eugène Durieu
Jean Louis Marie Eugène Durieu (Nîmes, 10 de diciembre de 1800 – París, 16 de mayo de 1874) fue un fotógrafo francés conocido por sus fotografías de desnudos, las cuales sirvieron de modelos para Eugène Delacroix.

## Biografía
Entre 1854 y 1855, Eugène Durieu tuvo un papel esencial en la constitución de la "Sociedad Francesa de Fotografía" (SFP) en sus inicios. Antiguo funcionario de alto nivel del estado, llegó a dominar los aspectos administrativos y legislativos, con los que construye la estructura de la SFP. Colocó a Victor Regnault en la presidencia de la sociedad y en los puestos más importantes a individuos con habilidades científicas importantes e irrefutables en campos de la química, la física, la óptica y  las técnicas fotográficas. 
En 1856, se ve envuelto en un caso de documentos falsos y se retira de la compañía.

## Colecciones, exposiciones
- Getty Center
  - 2007-2008 (exposición colectiva)
- Metropolitan Museum of Art, New York,
- National Gallery of Art, Washington,
- Musée d'Orsay, Paris

## Galería

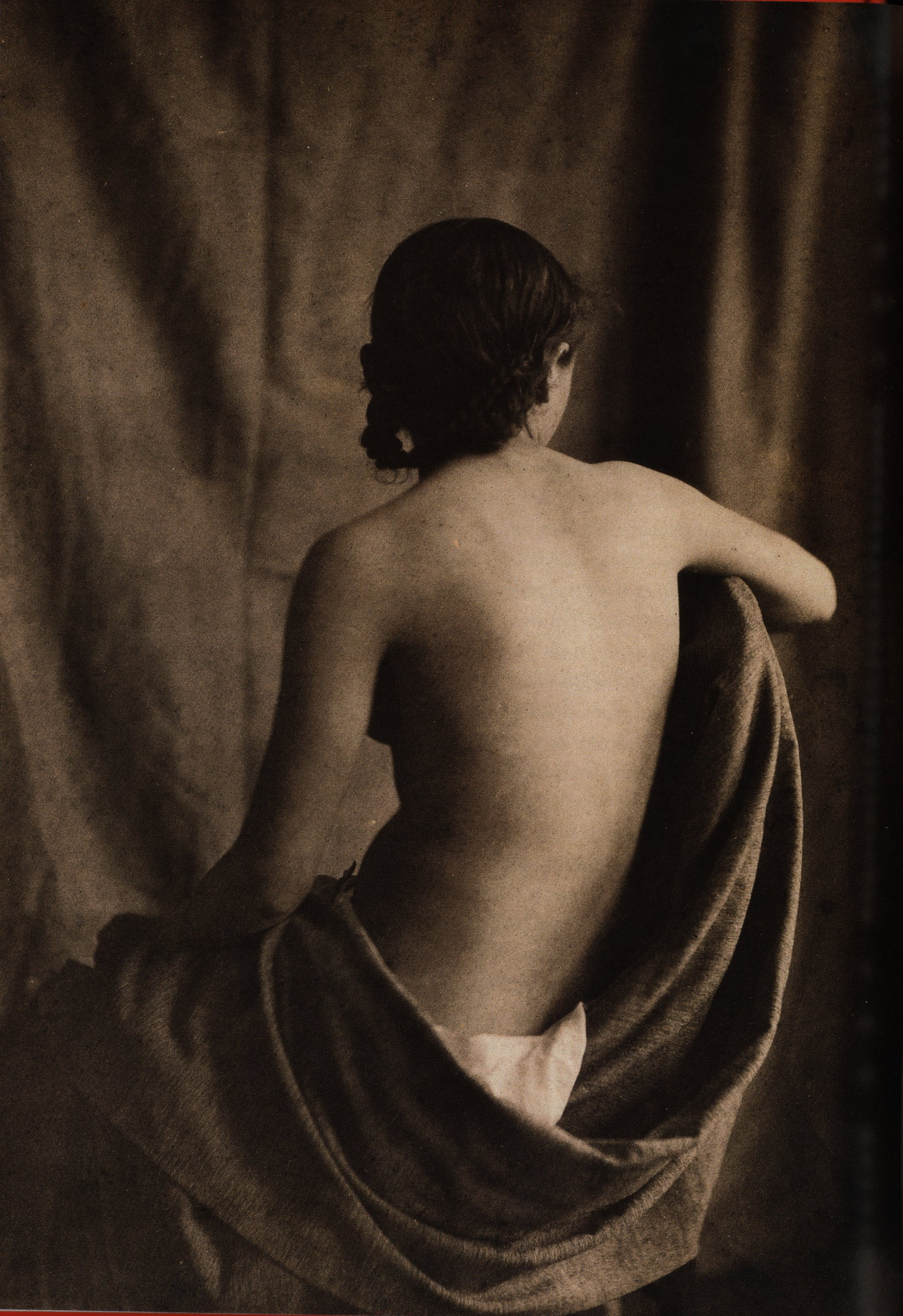
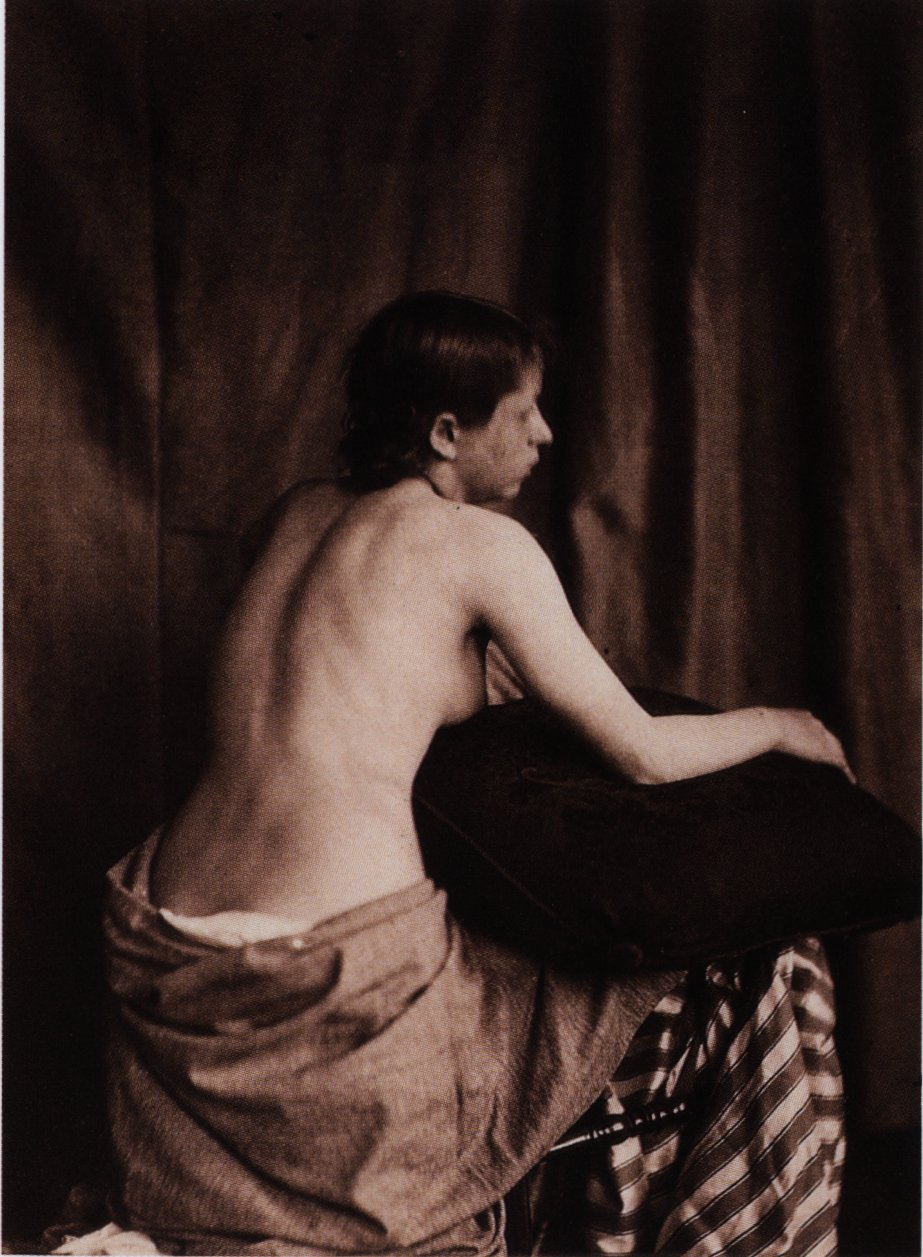
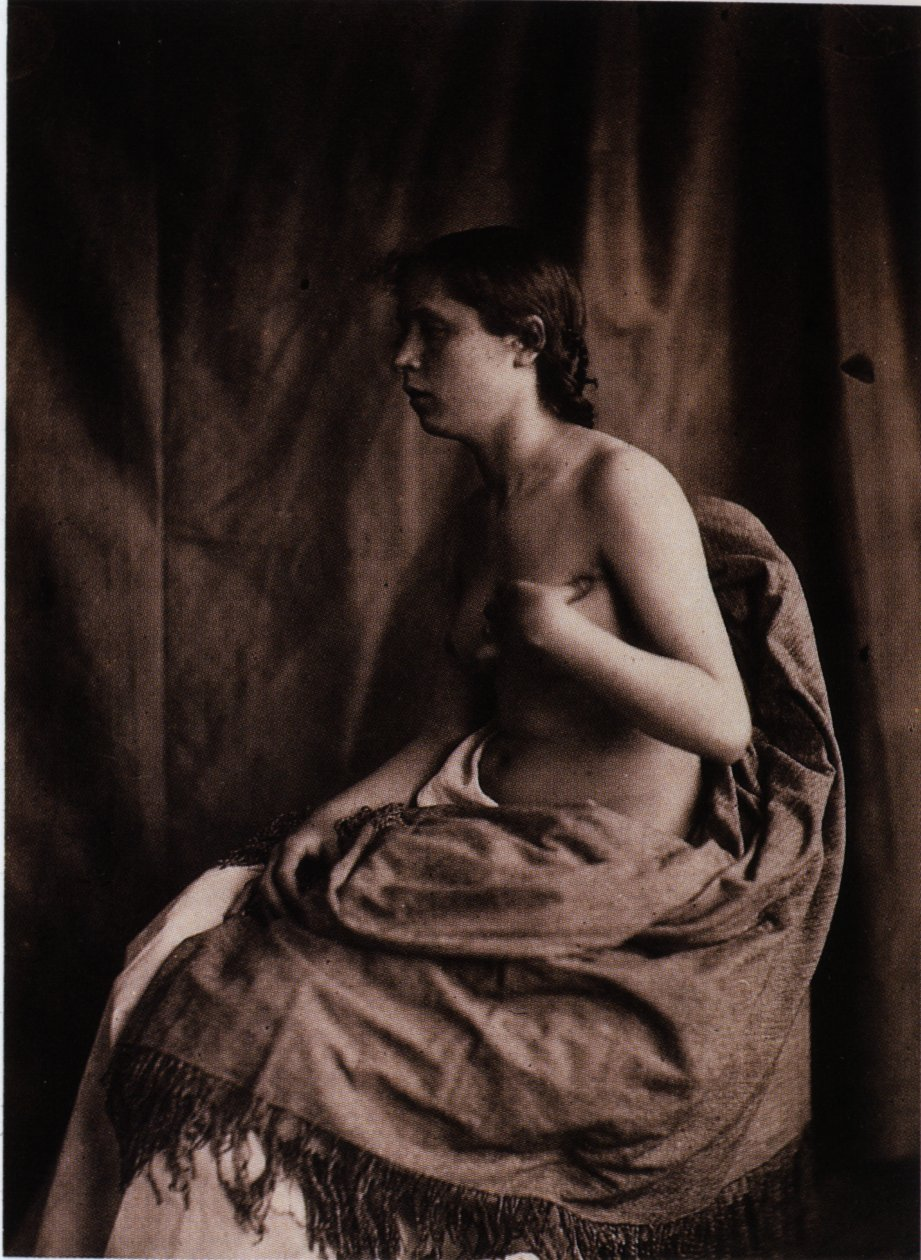
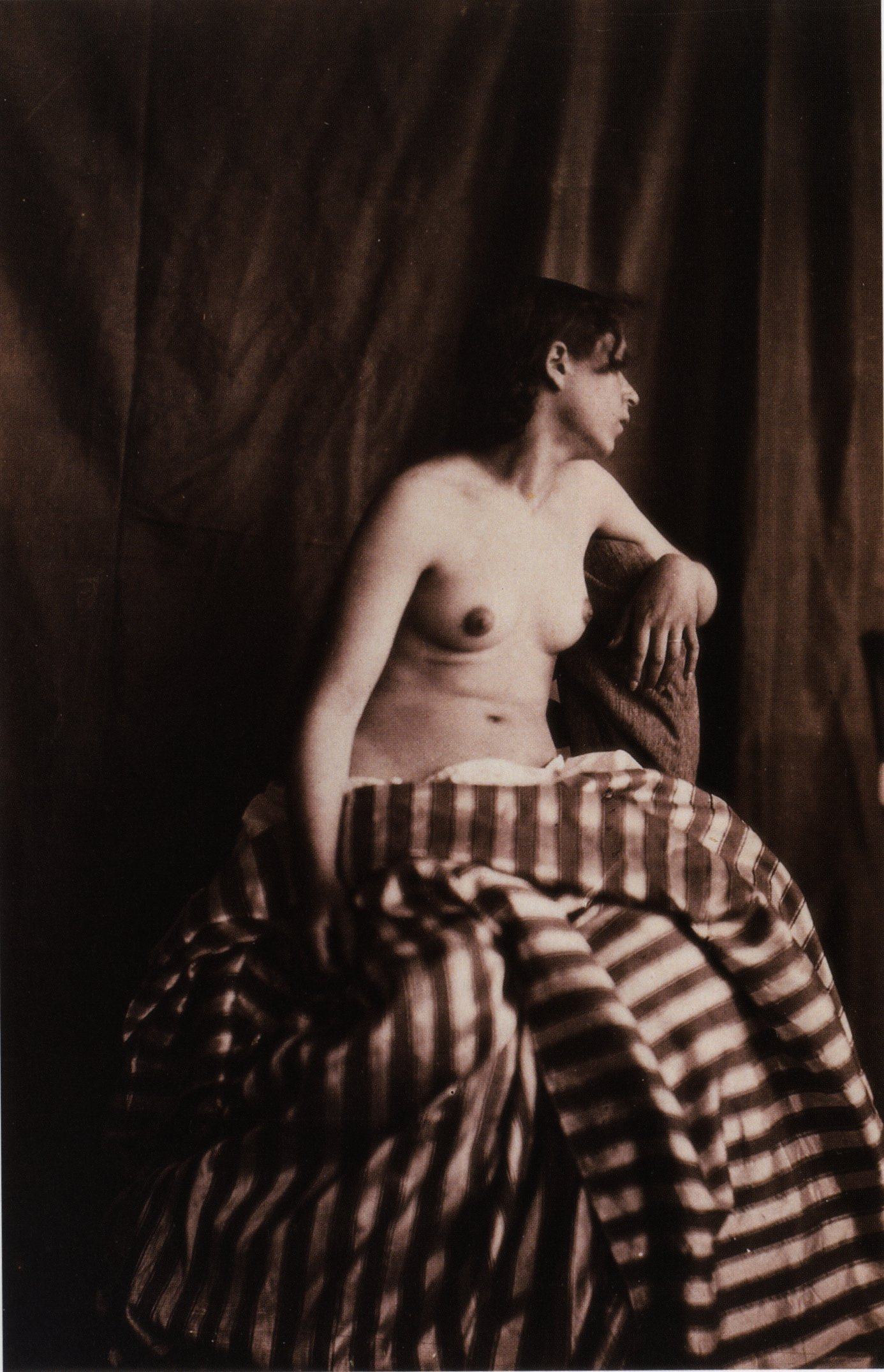
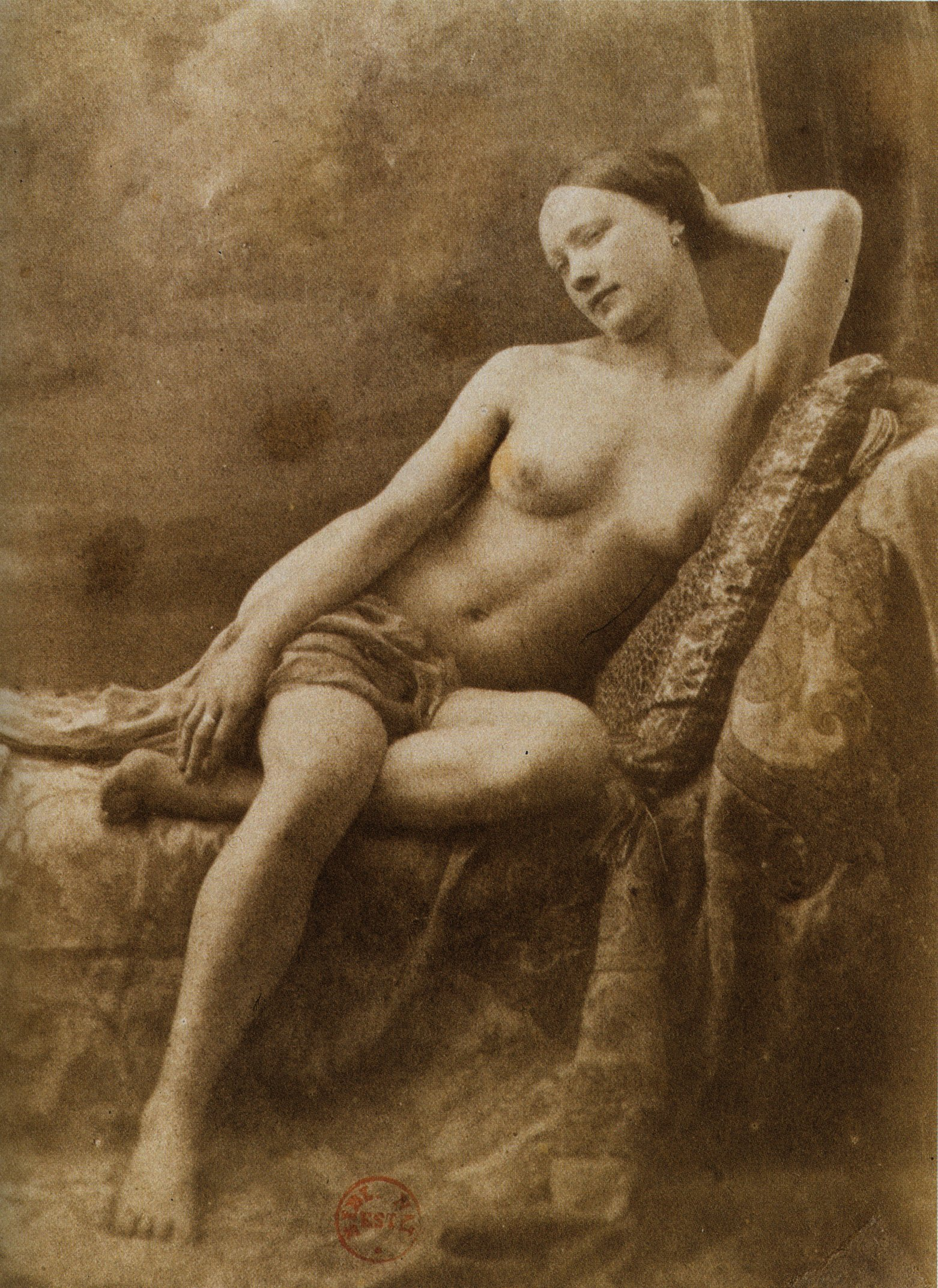
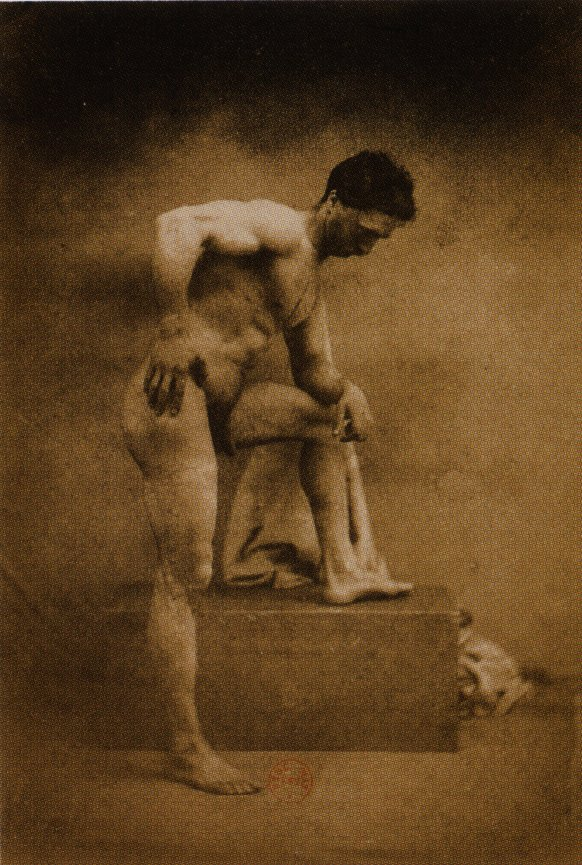
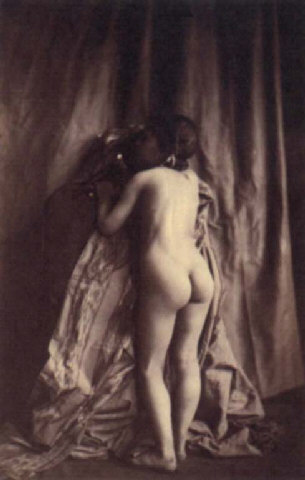
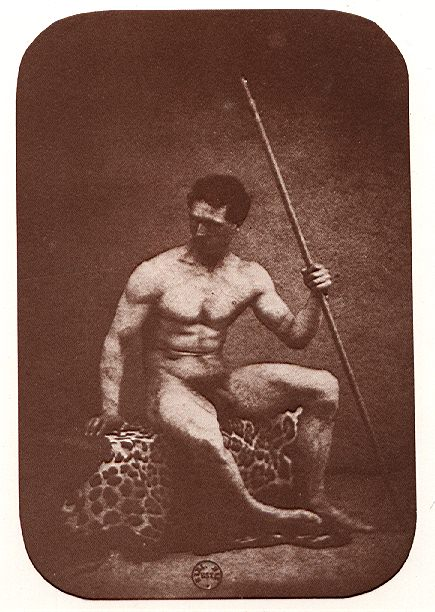

- Datos: Q1373483
- Multimedia: Jean Louis Marie Eugène Durieu / Q1373483